# Patrick Fillioud
Patrick Fillioud, né le 27 juillet 1950 à Lyon (Rhône), est un journaliste français, concepteur et dirigeant de médias.

## Biographie
Patrick Fillioud a notamment créé et dirigé trois stations de radio : Gilda en 1980, radio libre parisienne ; Europe 2 (devenu plus tard et sous un format différent Virgin Radio) en 1986 avec Marc Garcia ; puis BFM en 1992, avec Jacques Abergel, dont il sera PDG jusqu’en 2001.
Il sort du Centre de formation des journalistes (CFJ) en 1971, et travaille comme journaliste à l’ORTF dans le service qui deviendra RFI. Il participe en même temps à la création de l’Agence de Presse Libération, l’APL, lancée par Maurice Clavel, puis à la première équipe du quotidien Libération, dirigée par Jean-Paul Sartre. 
Il crée, en 1975, avec Pierre Jacquin, une agence de communication, Im.media, qui éditera notamment un journal mural, Le Cri des murs ; un magazine sonore culturel en cassettes, Radio Assifa, destiné aux immigrés maghrébins ; une collection de livres pour enfants, Le sourire qui mord  (abrité ensuite par Gallimard Jeunesse).
En 1980, il milite pour la libération des ondes (Radio Paris 80, puis Gilda, radio généraliste d’information qui sera autorisée en 1982),.
En 1986, il entre à Europe 1 comme chargé de mission et devient, dès sa naissance, directeur général d’Europe 2, auprès de Frank Ténot et Jacques Lehn, président et vice-président de Lagardère Radio. Parallèlement, il participe à la naissance avec Martin Brisac d’Evropa Plus à Moscou (aujourd’hui radio leader en Russie) dont Europe 2 est actionnaire.
En 1990, au travers de sa société de conseil (Ozone et l’Observatoire de la radio), il intervient auprès de la Sofirad (RMC, Nostalgie, etc.), Radio France, Europe 1, Europe 2, Superloustic, Médiamétrie…
Il se rapproche ensuite de l’un de ses clients, Jacques Abergel, pour créer BFM (financée notamment par la SRC, la banque Rothschild, Bloomberg, famille Dassault, Mediavision…)., station nationale d’information continue dont il restera PDG jusqu’en 2001.
Parallèlement, il est président de la filiale belge, BFM Plus, puis deviendra président de l’association professionnelle Vive la radio et administrateur de la station L’Écho de Moscou. Il participe également à l’implantation en France de Bloomberg TV.
Depuis, il est impliqué dans la numérisation de la radio avec un projet de station pour les enfants : Superloustic, puis R20, sélectionnée pour la RNT. Il reprend en même temps son activité de journaliste (éditorialiste à MTM, éditeur de Banque et Finance en France, auteur d’un livre, Le Roman vrai de 68, sur les mois qui ont débouché sur la plus grande grève qu’ait connu la France) ; il mène plusieurs missions d’étude et de formation (pour les radios d’autoroute, une station à Casablanca, la Voix du Vietnam à Hanoï…) ; et enseigne les médias et la communication dans plusieurs écoles de commerce.
Après un mandat d'adjoint au maire de Bruys (Aisne) à partir de 2014, il est élu maire de cette commune en 2020.

## Publications
- Le Roman vrai de mai 68, Lemieux Éditeur, 2016, 389 pages  (ISBN 978-2-37344-057-7) (avec des photographies de Gérard-Aimé)
- Mai 68… et puis après ? - De Mai 68 à Mai 81, le fol héritage (Le Roman vrai de mai 68, deuxième partie), Éditions Mélibée, Toulouse, 2018, 462 p  (ISBN 978-2-37631-246-8)
- 100 mots pour comprendre Mai 68, avec Danièle Ohayon, livre pour la jeunesse, Éditions Oskar, 2018  (ISBN 979-102140620-9)
- L’Aphasie : Le Roman d'une radio libre, Éditions Nord Avril, 2020  (ISBN 978-2-3679-0117-6)

Il a également collaboré à deux œuvres collectives :
- Les lycéens gardent la parole, éditions du Seuil, 1968 ;
- Les médias locaux en France, éditions Alternatives, 1977.